# Spiral (Hiromi Uehara)
Spiral è un album in studio della pianista jazz giapponese Hiromi Uehara, pubblicato nel 2006.

## Tracce
1. Spiral – 10:40
2. Open Door - Tuning - Prologue – 10:16
3. Déjà vu – 7:45
4. Reverse – 5:09
5. Edge – 5:19
6. Old Castle, by the river, in the middle of the forest – 8:20
7. Love and Laughter – 9:20
8. Return of the Kung-Fu World Champion – 9:39
9. Big Chill (Bonus track) – 7:30

## Formazione
- Hiromi Uehara - piano
- Tony Grey - basso
- Martin Valihora - batteria